# Окунево (Омская область)
О́кунево — деревня в составе Бергамакского сельского поселения Муромцевского района Омской области.

## География
Деревня расположена в 25 км к западу от районного центра Муромцево, на берегу реки Тары.

## История
Археологические раскопки
В районе деревни Окунево было исследовано два могильника, одно поселение и одно культовое место. На всех этих памятниках, относящихся к концу бронзового — началу железного века, зафиксирована керамика как Кулайской, так и Саргатской археологических культур. Связано это с тем, что в древности эти памятники находились на границе двух миров — степного и таёжного, обитатели которых активно взаимодействовали.
В языковом отношении таёжные охотники — кулайцы — обычно соотносятся исследователями с прото-самодийцами, а кочевые скотоводы саргатцы — с уграми, прото-венграми.
Вопреки многочисленным псевдонаучным и эзотерическим публикациям, «ведической цивилизации» на территории района никогда не существовало.
Основание деревни
Окунево основано в 1770 году. До этого времени деревню называли Резино. После переселения сюда крестьян с других районов Российской империи, Резино расширилось, поглотив другую деревушку. Своё современное название деревня получила по фамилии первого поселенца.

## Население
| 1926 | 2010 |
| ---- | ---- |
| 549  | ↘265 |

## Инфраструктура
В деревне имеется шесть улиц: Мира (ранее Могильная), Центральная (иначе Песчаная), Лесная, Кирпичная (иначе Карабах) и Зелёная, Придорожная.
Образование
Единственная школа в деревне, это 9-летняя школа, которая была основана по воле колхозного собрания, без уведомления вышестоящих структур власти в 1972 году, что вызвало скандал, однако школу оставили. Школа была построена на деньги колхоза.

## Паломничество
Вблизи деревни расположено место паломничества неоиндуистов и сторонников Нью-эйдж, по их мнению — «место силы», крупное культовое и религиозное место, пуп земли, место исхода «ведической цивилизации», считающееся аномальной зоной.
До 1993 года деревня Окунево не представляла никакого интереса для представителей разных религий и учений. Поворотным моментом в истории деревни стало поручение индийского гуру Бабаджи из Хайдакхана своей ученице латышке Расме Розите найти месторасположение «древнего храма бога Ханумана» и возродить его. Ей было указано, что храм находится где-то в Сибири. Её выбор пал на Омск, поскольку название города созвучно индуистской мантре «Ом». Поиски привели Розиту в деревню Окунево, расположенную рядом с озером «Шайтан», на берегу реки Тара, окрестности которой были ею признаны местом, где располагался храм. Там она прожила несколько лет, проводя «ведические ритуалы». 
 Позже Расма уехала на родину в Латвию, а её сменили последователи, которые организовались в ашрам «Омкар Шива Дхам».
Вскоре после этого писатель М. Н. Речкин организовал и провёл девять «научно-исследовательских экспедиций» по изучению «окунёвского феномена», открыл «систему пяти целительных озёр», написал книги «Окунёвский ковчег», «Сибирь спасёт человечество?!» в четырёх томах и «Сибирский ковчег».